# Superpotência

Os atuais países que têm sido apontados para se tornar (ou se manter) como uma superpotência no século XXI:
Estados Unidos (atual superpotência)
Rússia
Índia
China
União Europeia

Uma superpotência é um Estado com uma posição dominante caracterizada por sua extensa capacidade de exercer influência ou poder em escala global. Isto é feito através dos meios combinados de força econômica, militar, tecnológica e cultural, bem como influência diplomática e de soft power. Tradicionalmente, as superpotências são proeminentes entre as grandes potências.
Mas as superpotências que tiveram uma maior relevância são as que surgiram depois do século XV. Sendo assim, as primeiras superpotências da Idade Moderna foram os Estados Ibéricos, nomeadamente os Reinos de Portugal e Espanha, que inauguraram a expansão ultramarina europeia, estabelecendo vastos Impérios Coloniais. A firmação do Tratado de Tordesilhas estabelecendo a divisão das terras descobertas por Portugal e Espanha, fez o mundo ser dividido entre essas superpotências.
O termo foi aplicado pela primeira vez após a Segunda Guerra Mundial nos Estados Unidos e na União Soviética. Durante a Guerra Fria, os dois países passaram a ser geralmente considerados como as duas superpotências restantes, dominando os assuntos mundiais. No final da Guerra Fria e da dissolução da União Soviética em 1991, apenas os Estados Unidos pareciam ser a superpotência dominante no mundo.
Recentemente, no entanto, tem havido um consenso crescente entre os acadêmicos de que a China atingiu o status de superpotência, com alguns argumentando que a crescente influência do país na África, Sudeste Asiático, Ásia Central e América Latina, juntamente com organizações multilaterais lideradas pela China, como o Banco Asiático de Investimento em Infraestrutura, a Iniciativa do Cinturão e Rota, os BRICS e a Organização para Cooperação de Xangai, agora está sendo vista como um contraponto direto à influência estadunidense. A competição de influência global levou alguns a acreditar que o mundo está voltando à bipolaridade vista durante a Guerra Fria. Embora essas divisões bipolares sejam menos evidentes e conflituosas do que a divisão observada durante a Guerra Fria original entre a União Soviética e os Estados Unidos, é importante perceber que a competição entre as duas superpotências, juntamente com o crescente envolvimento da Rússia nos assuntos internacionais, está mudando a paisagem geopolítica do século XXI para o que alguns podem chamar de Segunda Guerra Fria.
Alice Lyman Miller define uma superpotência como "um país que tem a capacidade de projetar poder e influência dominantes em qualquer lugar do mundo e, às vezes, em mais de uma região do globo por vez, e assim pode plausivelmente alcançar o status de hegemonia global".

## Origens
O termo "superpotência" foi usado para descrever nações com maior posição de que uma grande potência na década de 1930, mas só ganhou um significado específico quanto aos Estados Unidos e à União Soviética depois da Segunda Guerra Mundial.
O termo no seu significado político atual foi cunhado no livro As Superpotências, escrito por William Thornton Rickert Fox, um professor de política americano na Universidade Columbia em 1943. Fox usou esta palavra para identificar uma nova categoria de potência capaz de ocupar a posição mais alta em um mundo no qual, os estados podem se desafiar e lutar um com outro em uma escala global. Segundo ele, houve (naquele momento) três estados que foram superpotências: os Estados Unidos, a União Soviética, e o Império Britânico.
A Suez Crisis (Crise de Suez) deixou bem claro que o Império Britânico, economicamente assolado por duas guerras mundiais, não pode competir mais em um apoio igual com a União Soviética e os Estados Unidos sem sacrificar os seus esforços de reconstrução, até atuando de comum acordo com a França e Israel. Assim, o Reino Unido ficou aliado com os EUA, o mais importante e mais poderoso aliado dos Estados Unidos na Guerra Fria, em vez de permanecer uma superpotência no seu próprio direito.

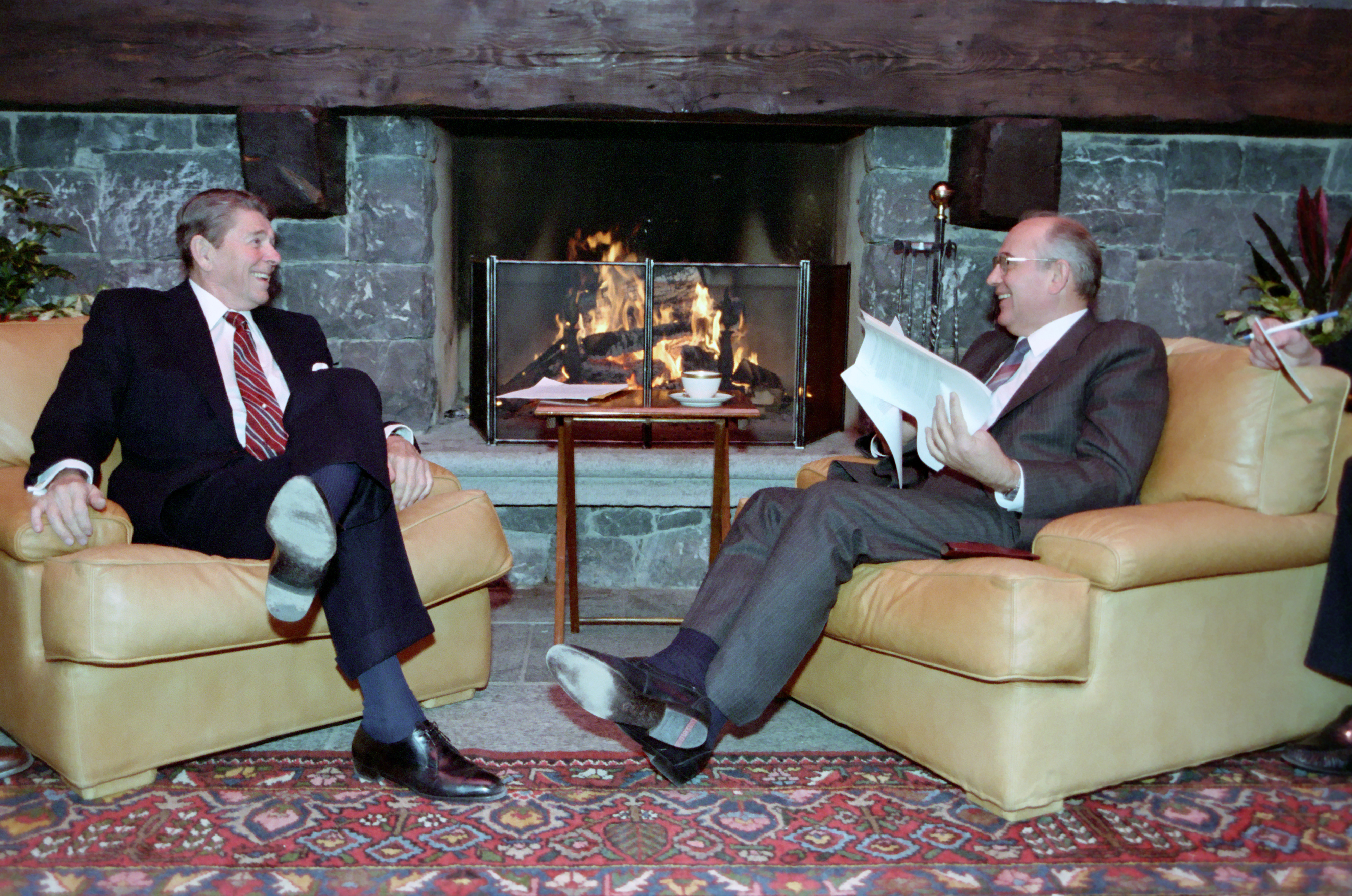
Os Estados Unidos e a URSS foram as duas superpotências durante a Guerra Fria. Na foto, Ronald Reagan e Mikhail Gorbachev reúnem-se em 1985. Desde 1990, os Estados Unidos mantiveram-se como a única superpotência do mundo.

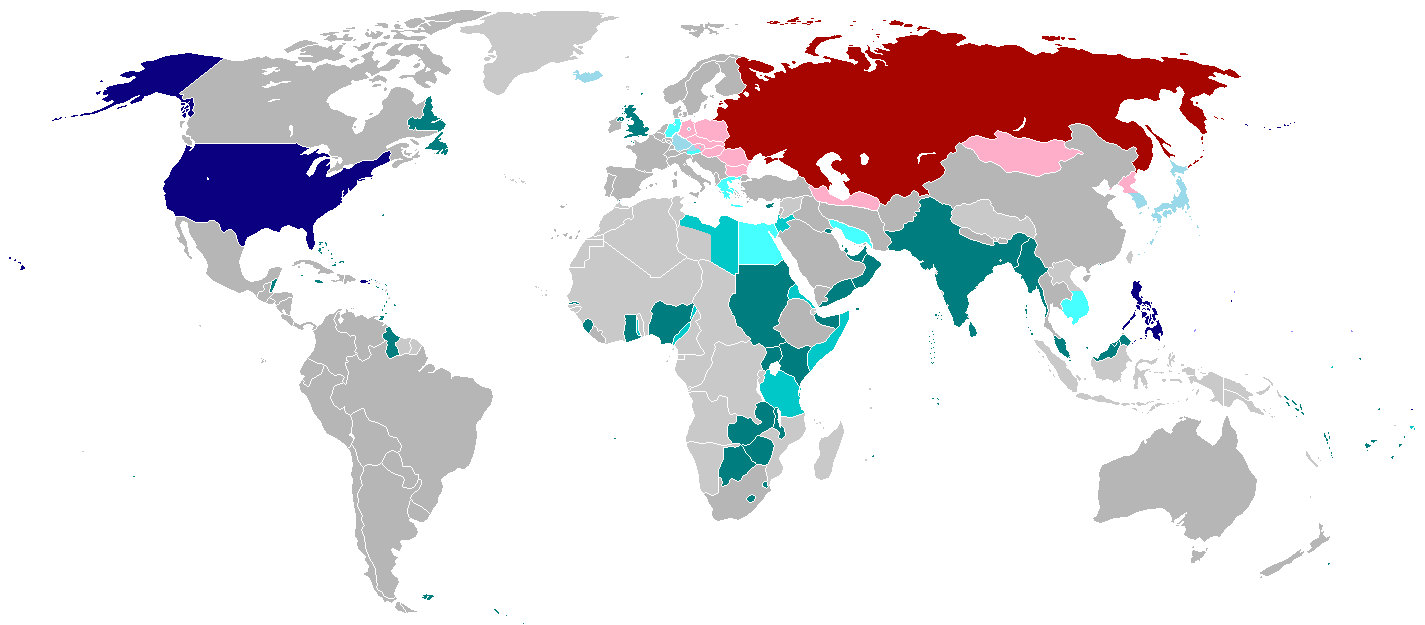
Mapa do mundo em 1945. De acordo com William T.R. Fox, os Estados Unidos (azul), a União Soviética (vermelho) e o Império Britânico (verde-azulado) eram as superpotências da época.

Como grande parte da Segunda Guerra Mundial foi lutada longe das suas fronteiras nacionais, os Estados Unidos não sofreram a destruição industrial ou acidentes paisanos maciços que marcaram a situação de guerra dos países na Europa ou na Ásia. Durante a guerra, os Estados Unidos acumularam uma infraestrutura industrial e tecnológica tão forte que promoveram a sua força militar em uma posição primária quanto à etapa global.
Depois da guerra, quase toda da Europa tinha-se aliado com os Estados Unidos ou a União Soviética. Apesar de tentativas de criar coalizões multinacionais ou corpos legislativos (como as Nações Unidas), ficou cada vez mais claro que os Estados Unidos e a União Soviética foram os poderes políticos e econômicos dominantes da Guerra Fria, e tiveram visões muito diferentes sobre a que o mundo pós-guerra deveria parecer. Isto foi refletido na OTAN e alianças de militares do Pacto de Varsóvia. Essas alianças contiveram essas duas nações que foram a parte de um mundo bipolar emergente, em contraste com um mundo anteriormente multipolar.
A ideia de que o período de Guerra Fria girou em volta de só duas coligações políticas, ou até duas nações, foi desafiado por alguns eruditos na era após a Guerra Fria, que observaram que o mundo bipolar só existe se um não ignorar todos os vários movimentos e conflitos que ocorreram sem influência das duas nações, assim chamadas superpotências. Adicionalmente, a maior parte do conflito entre as superpotências foi lutado "em guerras por procuração", que muitas vezes tiveram questões implicadas e foram  mais complexas do que as oposições padrão da Guerra Fria.
Depois que a União Soviética desintegrou-se no início da década de 1990, o termo hiperpotência começou a ser aplicado aos Estados Unidos, como a única superpotência que restou da era da Guerra Fria. Este termo, cunhado pelo ministro das relações exteriores francês Hubert Védrine nos anos 1990, é controvertido, e a validade de classificar os Estados Unidos deste modo é discutida. Um oponente notável a esta teoria, Samuel P. Huntington, a rejeita em favor de um equilíbrio multipolar.
Houve tentativas de aplicar o termo superpotência retrospectivamente a vários impérios  passados como o Império Aquemênida, Império Romano, e Império Britânico; contudo a validade desta tendência é discutida, por isso ele não é comum.

## Características de uma superpotência

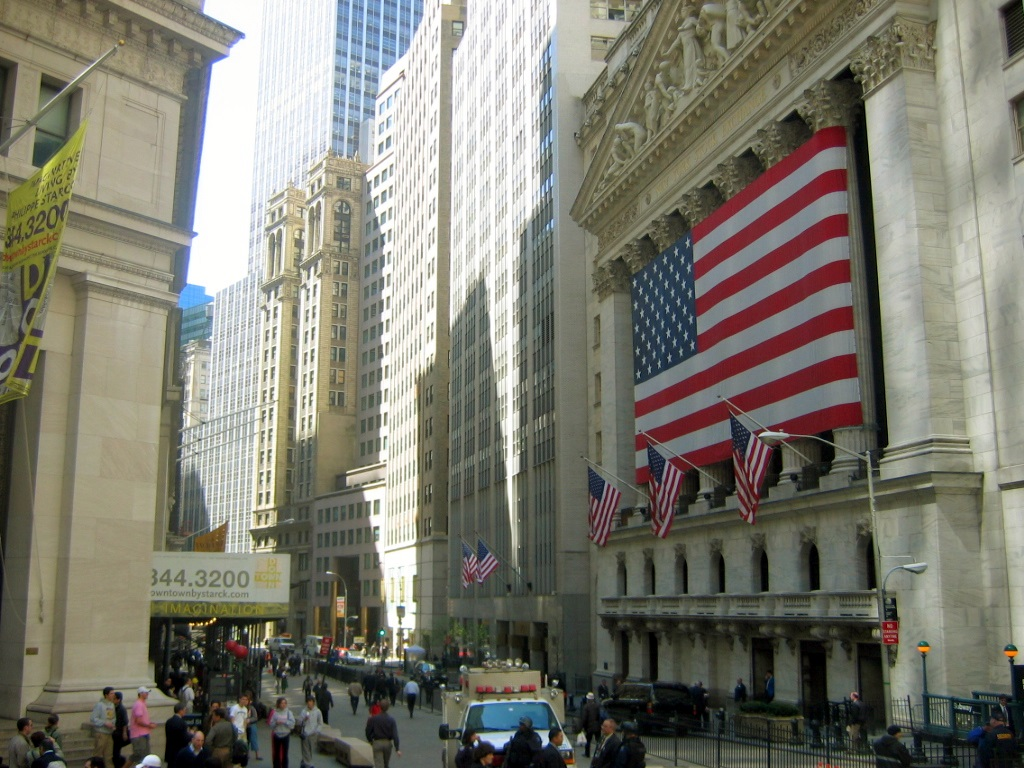
A New York Stock Exchange. O poder econômico, como um grande PIB nominal e uma moeda de reserva mundial, é um fato importante na projeção de poder duro.

Dentre os critérios para se classificar uma superpotência estão os elementos de poder real e imediato, enquanto capacidades de uso imediato, geralmente a força militar, e os elementos de poder potencial, como a economia, demografia e geografia. A relevância de cada elemento para estas classificações podem diferenciar-se entre  muitos autores, mas os elementos seguintes são geralmente considerados relevantes.
Elementos culturais e ideológicos
Capacidade de influência cultural e ideológica, geralmente classificada como Soft power (Poder suave). A influência cultural contém uma filosofia desenvolvida e a ideologia. A coesão ideológica interna de uma sociedade é central para a capacidade nacional, pois uma população dividida é mais frágil e mais facilmente dominada. No plano ofensivo, o consenso em torno de uma guerra no exterior é central para que esta seja vencida, a divisão da sociedade quanto aos reais objetivos de uma guerra podem dificultar sua consecução, como no caso dos EUA no Vietnã. Os meios de difusão de conteúdo audiovisual (rádio, TV, internet, satélites) são elemento relevante enquanto infra-estrutura para expandir a influência cultural e/ou ideológica de uma nação.
Elementos de poder militar

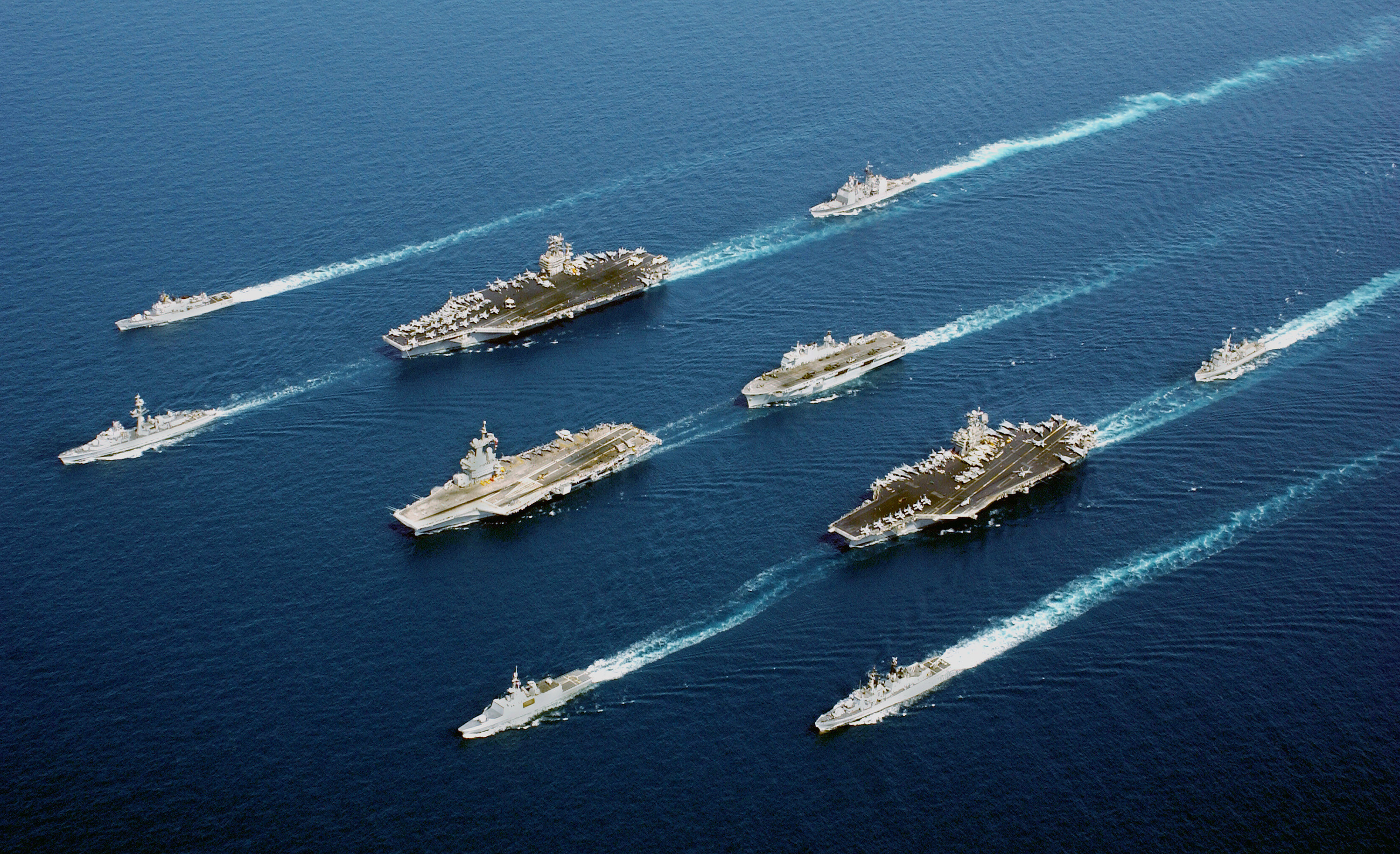
Barcos e porta-aviões de cinco países (Estados Unidos, Reino Unido, França, Itália e Países Baixos) durante a operação "Operação Enduring Freedom", no Mar de Omã. O poder militar é um dos meios de projeção do poder em escala mundial, uma característica de uma superpotência.

Capacidades defensivas e ofensivas que permitem dissuadir adversários de qualquer confronto e compelir outros Estados a apoiar seus interesses. Geralmente as armas de uso estratégico, ou armas estratégicas são consideradas centrais tanto para a dissuasão dos adversários como enquanto capacidade ofensiva. A capacidade de projetar poder ao redor do mundo é central enquanto elemento ofensivo. No mundo moderno, isto necessita não só de um forte exército terrestre (que muitas nações têm), mas também aéreo - e capacidades marítimas, além da capacidade logística de sustentar uma guerra no exterior, principalmente por longas distâncias, deslocando forças militares e mantendo-as no exterior, em defesa de interesses realmente nacionais.
Elementos geográficos
Larga extensão de terra ou área marítima no seu controle. O território permite a um país ao extrair recursos minerais e vegetais, produzir alimentos (agropecuária), aumentando sua auto-suficiência relativa. É um fator de poder potencial mas também tem características dissuasoras. Um grande território é muito mais difícil de ser controlado por uma potência invasora. Em uma situação de guerra permite organizar mais facilmente grandes deslocamentos, retirada, reagrupação e reorganização, como é o caso de grandes países que já foram ocupados militarmente e venceram os invasores (Rússia e China). Também permite a construção de redes de radares distantes e silos de mísseis - até um país mais rico com menor território é mais vulnerável em um sentido militar. A infra-estrutura econômica e energética do país também pode ser mais descentralizada geograficamente, o que dificulta que um ataque a uma região do país paralise sua economia.
Elementos Demográficos
Grande contingente populacional. O tamanho da população é um fator dissuasório pois é muito mais difícil invadir, ocupar e dominar um país populoso. Também é um importante elemento de poder potencial pois grande população significa a possibilidade de constituir um grande exército, mas também um grande contingente de mão-de-obra trabalhadora e grande mercado consumidor. Uma população saudável, bem alimentada é, teoricamente, muito mais apta enfrentar um exército estrangeiro invasor. Uma população mais educada é mais capaz de utilizar armamentos modernos da Era da Informação.

## A era da Guerra Fria

Este mapa mostra o mundo bipolar formado durante a Guerra Fria em 1980. Clique na imagem e consulte a legenda do mapa para mais detalhes.

O termo "superpotência" neste contexto foi originalmente cunhado para descrever a União das Repúblicas Socialistas Soviéticas e os Estados Unidos, que opôs um a outro política e economicamente durante a Guerra Fria.
A União Soviética representou a ideologia do comunismo, e conduziu o Pacto de Varsóvia, conhecido como a Coligação Política Oriental no Oeste.
Os Estados Unidos representaram a ideologia do capitalismo, e conduziu a OTAN durante a Guerra Fria.
A União Soviética e os Estados Unidos cumpriram os critérios de superpotência nos seguintes modos:
|             | União Soviética | Estados Unidos |
| ----------- | --- | --- |
| Político    | Forte sistema de governo comunista. Os ideais comunistas estendem a sua influência por cima do planeta. Teve um assento permanente no Conselho de Segurança da ONU. Fortes laços com a Europa Oriental e o Terceiro mundo. | Democracia liberal forte e estável, considerada como imperialista, influente em todo mundo. As fortes companhias permitiram que os EUA exercessem além disso a influência sobre nações capitalistas. Assento permanente no Conselho de Segurança da ONU. Fortes laços com a Europa Ocidental e vários países da Extremo Oriente. |
| Geográfico  | 22 milhões de km², 11 fusos horários; foi o maior país no mundo. Enorme área marítima, e vastos depósitos de minerais e grandes áreas de agricultura. | O quarto maior país no mundo, com uma área de aproximadamente 9.6 milhões de km². Vastos recursos minerais, grande indústria e agricultura. |
| Cultural    | Vasta influência sobre vizinhos, história e cultura rica e variada. Influência manejada por governos comunistas e organizações ao redor do mundo. Ideais comunistas atraentes a muitos sobre do mundo. | Enorme influência sobre a maior parte da cultura do continente, integrada com a Europa Ocidental. As companhias vendem produtos inspirados nos americanos em todo o mundo. Liberdade de discurso atraente a muitos. |
| Militarismo | Teve o maior exército da história mundial (13 milhões em 1946), uma força aérea relativamente grande, e marinha forte. Teve o maior território no mundo com uma abundância de recursos estratégicos, a capacidade de desenvolver tecnologias militares e espaciais promovidas, e o maior estoque do mundo de armas nucleares na segunda metade da Guerra Fria. | Bases militares em todo o mundo, em particular "em um anel" incompleto que borda com a União Soviética ao Oeste, ao Sul e Leste. O maior arsenal nuclear no mundo durante a primeira metade da Guerra Fria - colocado no seu próprio solo e também na Europa. Exército tecnologicamente promovido e a maior marinha do mundo.    |
| Economia    | Foi a maior economia centralmente planejada do mundo, e a segunda maior economia em geral. A certa altura, 20% da produção industrial do mundo era soviética. | A maior economia de mercado do mundo, e também a maior economia em geral. Forte moeda, o dólar americano. |
| Demografia  | Teve uma população de 293 milhões de habitantes, foi o terceiro maior na Terra. | Tem uma população de mais de 300 milhões de habitantes. Agora é o terceiro maior no planeta. |

## Superpotências hoje
O mundo após a Guerra Fria é extremamente considerado como um mundo multipolarizado e não mais como era antes, com os Estados Unidos e a Uniao Europeia como  superpotências restantes do mundo. Hoje, com a globalização e os países emergentes, a diversificação quando a maior força econômica e militar é uma questão complexa. A interdependência econômica global complexa define este novo século, e considera-se que o mundo seja multipolar.
A Rússia, como o estado de sucessor à União Soviética, também conserva certos aspectos de uma superpotência, como um gigantesco arsenal nuclear, uma grande população, o maior território no mundo com uma abundância de recursos estratégicos, e a capacidade de desenvolver tecnologias militares e espaciais.
Alguns analistas pensam que a teoria de estabilidade hegemônica explica a evolução atual nas relações internacionais. Os estados hegemônicos tendem a sobre esticar o seu poder, e os novos rivais ficarão gradualmente mais poderosos, conseqüentemente substituindo ou contrabalançando a hegemonia enfraquecida.

### Os Estados Unidos
A maior parte de pessoas consideram os Estados Unidos o único estado soberano, ou país, que encontra todos os critérios para ser uma superpotência.
Fatores geográficos
- Os Estados Unidos são o quarto maior país no mundo em extensão territorial, atrás apenas da Rússia, Canadá e China.

Fatores demográficos
- Com mais de 300 milhões de habitantes, aproximadamente 5% da população mundial, os Estados Unidos são a terceira nação mais populosa do mundo e o mais populoso com um alto Índice de Desenvolvimento Humano.
- Possui um alto IDH, segundo as Nações Unidas, o terceiro no ranking.

Fatores políticos
- É uma república democrática estável.
- Contribui com aproximadamente 22% do orçamento das Nações Unidas, e é um membro permanente do Conselho de Segurança das Nações Unidas (com o poder de veto).
- A sua posição em questões mundiais é normalmente apoiada por outras nações, especialmente o Reino Unido, o Canadá, a Nova Zelândia, a Austrália, a Alemanha, o Japão, a Coreia do Sul e Israel.

Fatores militares

Gastos militares em 2007, em bilhões de USD, de acordo com o Stockholm International Peace Research Institute. Conversão para USD feita pela taxa de câmbio do mercado.

- Os Estados Unidos gasta mais com as suas forças armadas do que os doze países seguintes juntos. Desde 2006, ele tem o segundo maior arsenal nuclear do mundo e alguns sistemas de armas mais desenvolvidos tecnologicamente do mundo, com a capacidade de projetar seu poder militar para qualquer ponto no mundo.

Fatores econômicos
- Estados Unidos possui a maior economia do mundo com um PIB de mais de 12 trilhões de dólares. Os EUA têm quase 30% da taxa de câmbio do mercado global. É caracterizado pelo moderado crescimento econômico.
- Os Estados Unidos têm um PIB per capita de 41 800 dólares, muito maior do que qualquer superpotência emergente e mais alto do que a maior parte dos países industrializados. É o terceiro maior PIB per capita do mundo, depois de Luxemburgo e da Noruega.
- Durante os últimos 20 anos, a taxa média de crescimento econômico dos Estados Unidos foi acima 3% ao ano.
- Os Estados Unidos são a sede de muitas multinacionais e instituições financeiras.
- O país é um grande produtor agrícola e de mercadorias, embora seja dependente de importações de petróleo.
- Estados Unidos tem uma influência decisiva em instituições financeiras internacionais, como o Fundo Monetário Internacional e o Banco Mundial; o dólar americano é a moeda de reserva convertível mais importante do mundo.

Fatores culturais
- A cultura americana é influente em todo o mundo, especialmente nos países de língua inglesa.

## União Europeia
Alguns também podem argumentar que a União Europeia é uma superpotência, se vista como uma entidade.
A União Europeia atualmente é o maior mercado consumidor do mundo e tem controle considerável sobre a alocação global de recursos, ainda é atualmente argumentado que a União Europeia é demasiadamente fragmentada, política e culturalmente para ser considerada como uma unidade única, especialmente desde que duas das alavancas principais de poder, política estrangeira e defesa, são exercidas principalmente por estados individuais. Se considerada unificada, alguns poderiam considerar a União Europeia uma superpotência.
Em geral, os 27 países membros também têm influências culturais significantes no mundo inteiro, como a moda europeia, a arte e a comida que são coisas comuns em quase cada esquina do planeta. A França é também membro permanente do Conselho de Segurança da ONU e tem o poder de veto. Quanto a educação, oito das quinze principais listas da PISA foram preenchidas por estados-membros da UE, com todos os estados membros ocidentais representados entre os trinta melhores.
A UE é composta de muitos países desenvolvidos; pelo contraste, Índia e China que são politicamente unificados, ainda necessitam de algum desenvolvimento econômico, político, militar, e social. A União Europeia contém várias grandes potências atuais - a Alemanha, a França, e a Itália - junto com 24 outros países.
Também, a UE parece mesmo ter desenvolvido uma esfera de influência de nações geograficamente fechadas, o que era típico dos Estados Unidos e União Soviética durante a Guerra Fria. Exemplos incluem nações candidatas, membros da Associação Europeia de Livre Comércio fora da União e antigas colônias, especialmente na África. A UE desempenha o papel de uma hegemonia normativa, intervertendo o equilíbrio tradicional do poder, no sentido de que os estados não estão tentando contrabalançá-la, mas sim juntar-se a ela.
É argumentado por comentaristas que a integração política não é necessária para a União Europeia para manejar a influência internacional, que a sua fraqueza evidente constitui as suas verdadeiras forças (desde a sua diplomacia de baixo perfil) e que a UE representa um novo tipo e potencialmente mais próspero, do ator internacional do que tradicionais; contudo, é incerto se a eficácia de tal influência seria igual a isto de uma superpotência politicamente integrada (por exemplo, os Estados Unidos) para a comparação.
●Fatores geográficos
Os Estados-membros da UE cobrem uma área de 4 423 147 quilómetros quadrados.[nota 4] Se fosse uma nação única, a UE teria a sétima maior área territorial do mundo.
●Fatores demográficos
A população combinada de todos os 27 Estados-membros foi estimada em 501 259 840 habitantes, em janeiro de 2010, correspondendo a 7,3% do total mundial.
Tendo um IDH de 0,899 (13.º)
●Fatores políticos
Mesmo fragmentados todos os Estados-membros são democracias estáveis.
Tendo contribuição significativa para o orçamento da ONU
Tendo a França como membro permanente do conselho de segurança da ONU (Poder de veto).
● Fatores Econômicos
A União Europeia tem um PIB de 18 trilhões  de euros.
Tendo um PIB per capita de 40.300 dolares
Sendo a maior a da Irlanda.
A União Europeia é o maior importador e exportador do mundo.

## Superpotências emergentes
Uma Superpotência emergente ou superpotência potencial se resume em um país que mostra um potencial em transformar-se em uma superpotência no futuro. Os Estados Unidos e a Uniao Europeia são considerados convencionalmente como as únicas superpotências do mundo - um termo usado para descrever um estado com influência e poder significativos sobre o mundo. Alguns o denominam até mesmo como uma hiperpotência. Mas essa classificação depende muito de como são entendidas as características de uma superpotência.